# Памятник авиаторам (Новочеркасск)
Памятник авиаторам — памятник-стела с самолётом в городе Новочеркасске Ростовской области.

## История
После Гражданской войны, в 1927 году, в Новочеркасске появилась военная организация — 15-й отдельный корпусный корректировочный отдельный авиаотряд (ОККАО); командовал им герой Гражданской войны Александр Георгиевич Добролеж. Осенью 1928 года была создана 13-я легкобомбардировочная авиабригада, которая являлась первым авиационным соединением Северо-Кавказского военного округа. Авиабригада насчитывала более 150 самолетов, её первым командиром стал Иван Данилович Флоровский. В 1932 году в Новочеркасске на базе 44-й авиаэскадрильи 13-й авиабригады были организованы одни из первых в СССР курсы штурманов легкобомбардировочной авиации. 
В 1936 году на смену 13-й авиабригаде была сформирована 55-я легкобомбардировочная авиабригада. В 1938 году на базе 55-й авиабригады был сформирован 12-й дальнебомбардировочный авиационный полк, который в апреле 1940 года был преобразован в 81-й дальнебомбардировочный авиационный полк и перебазировался в Кутаиси. На аэродроме в Хотунке в годы Великой Отечественной войны дислоцировалось несколько полков 216-й истребительной авиадивизии. 
Всем авиаторам, имеющим отношение к аэродрому в Хотунке, и был в 1981 году установлен памятный знак — самолёт МиГ-21, а рядом с ним — мемориальные доски с именами погибших в боях за Родину.
В музее Новочеркасской школы № 24 имелись экспонаты, рассказывающие о прошлом аэродрома в Хотунке.